# Serranía (Ávila)
Serranía es una localidad española perteneciente al municipio de Solana de Ávila (provincia de Ávila, Castilla y León). En 2012 tenía una población de 9 habitantes.

## Demografía
| Gráfica de evolución demográfica de Serranía entre 2000 y 2023                |
|                                                                               |
| Población (2000-2012) según el nomenclátor de unidades poblacionales del INE. |